# Bubo vosseleri
El búho de Usambara (Bubo poensis vosseleri o Bubo vosseleri) es una especie (o subespecie) de búho endémica de Tanzania (montañas Usambra y Uluguru). Se la considera una subespecie del búho de Guinea (Bubo poensis).

## Taxonomía
Fue considerado como una especie separada debido a diferencias vocales, en tamaño y plumaje, además de una distribución geográfica distinta. Sin embargo, se ha demostrado que esas diferencias no son considerables como para la separación y, actualmente, está considerada como una subespecie del búho de Guinea.

## Descripción
Presenta una apariencia muy similar al búho de Guinea con las partes dorsales de marrón rojizo con adornadas con barras en marrón más oscuro y crema. El pecho es del mismo marrón rojizo con manchas marrones más oscuras y el vientre blanquecino adornado con vermiculaciones negras. Las diferencias entre este ave y el búho de Guinea son que es un poco más grande, el borde del disco facial es más oscuro, manchas más densas y oscuras en el pecho y marcas más débiles en el abdomen. Además los ojos del búho de Usambara son naranja amarillento mientras que en la otra subespecie son marrones.

## Distribución y hábitat
Es una subespecie endémica del noreste de Tanzania, concretamente de las montañas Usambara, Uluguru y Udzungwa.
Normalmente habita en bosque de montaña subtropicales y tropicales.

## Comportamiento
Poco conocido. Se estima que debe ser similar al del búho de Guinea.

## Conservación
Se trata de una especie amenazada por la destrucción de su hábitat y la fragmentación del mismo. Las poblaciones se encuentran cada vez más arrinconadas y la imposibilidad de que interactúen entre sí perjudica la diversidad genética de la subespecie. Además su área de distribución es reducida (cerca de 20 mil km²). Parece que la población tiende a reducirse. 

## Fuente
- BirdLife International 2004. Bubo vosseleri. 2006 IUCN Red List of Threatened Species.  Descargado el 24 de julio de 2007.

- Datos: Q973128
- Multimedia: Bubo vosseleri / Q973128
- Especies: Bubo vosseleri